# سن فلیپه د آکونکاگوآ
سن فلیپه د آکونکاگوآ (به اسپانیایی: Provincia de San Felipe de Aconcagua) یک استان در شیلی است که در منطقه والپارایزو واقع شده‌است. سن فلیپه د آکونکاگوآ ۲٬۶۵۹٫۲ کیلومترمربع مساحت و ۱۴۳٬۶۹۸ نفر جمعیت دارد.